# Jogos Regionais da 1.ª Região de 2011
Os Jogos Regionais da 1ª Região de 2011 foram realizados na cidade de Santo André entre os dias 19 e 30 de julho, sagrando-se campeã a cidade de São Bernardo do Campo após 38 anos.

## 1ª Divisão
- São Bernardo do Campo;
- Santos;
- São Caetano do Sul;
- Santo André;
- Osasco;
- Praia Grande;
- Cubatão;
- Guarujá;
- São Vicente.

## Polêmica
A escolha da cidade de Santo André se deu após um imbróglio e resultou em alterações na forma de disputa em relações as divisões A1 e A2 da competição.
Tudo começou quando a cidade eleita para sediar a competição, Barueri, desistiu da organização. São Caetano do Sul, que era a alternativa direta, não aceitou receber os Jogos Regionais porque a prefeitura estava efetuando cortes no orçamento destinado às atividades esportivas e Santo André surgiu como outra opção, embora já tivesse sido sede no ano de 2009 dos jogos.
Só que justamente Santo André havia sido rebaixada no ano anterior, sendo resgatada à Primeira divisão novamente como cidade-sede e como já haviam sido promovidas as cidades de Cubatão e São Vicente, a primeira divisão contou com nove cidades. Ao término da competição deveriam ser rebaixadas três cidades.